# بيض (الحصن)

تعديل مصدري - تعديل

بيض هي إحدى قرى عزلة اليمانية العليا بمديرية الحصن التابعة لمحافظة صنعاء، بلغ تعداد سكانها 432 نسمة حسب تعداد اليمن لعام 2004.